# Cratere Noord
Noord  è un cratere sulla superficie di Marte.